# Colin Kazim-Richards
Colin Kazim-Richards, más néven Colin Kâzım vagy Kâzım Kâzım  (Leytonstone, 1986. augusztus 26. –) angol-török labdarúgó, a Celtic Glasgow játékosa. Édesapja antiguai származású, édesanyja ciprusi török. A Kazim török keresztnév, eredetileg Richards második neve lett volna „Colin-Kazim” formában, egy regisztrációs hiba miatt azonban Colin Kazim-Richards-ként anyakönyvezték.

## Pályafutása
Pályafutása kezdetén angol kluboknál játszott, 2007-ben igazolta le a Fenerbahçe négy évre.